# Siegfried Breuer

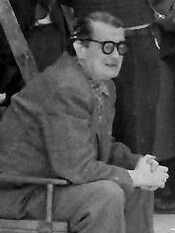
Siegfried Breuer bei den Dreharbeiten zu dem Film In München steht ein Hofbräuhaus (1951)

Siegfried Breuer (* 24. Juni 1906 in Wien; † 1. Februar 1954 in Weende bei Göttingen) war ein österreichischer Theater- und Filmschauspieler, der gelegentlich auch in Spielfilmen Regie führte und Drehbücher schrieb.

## Leben

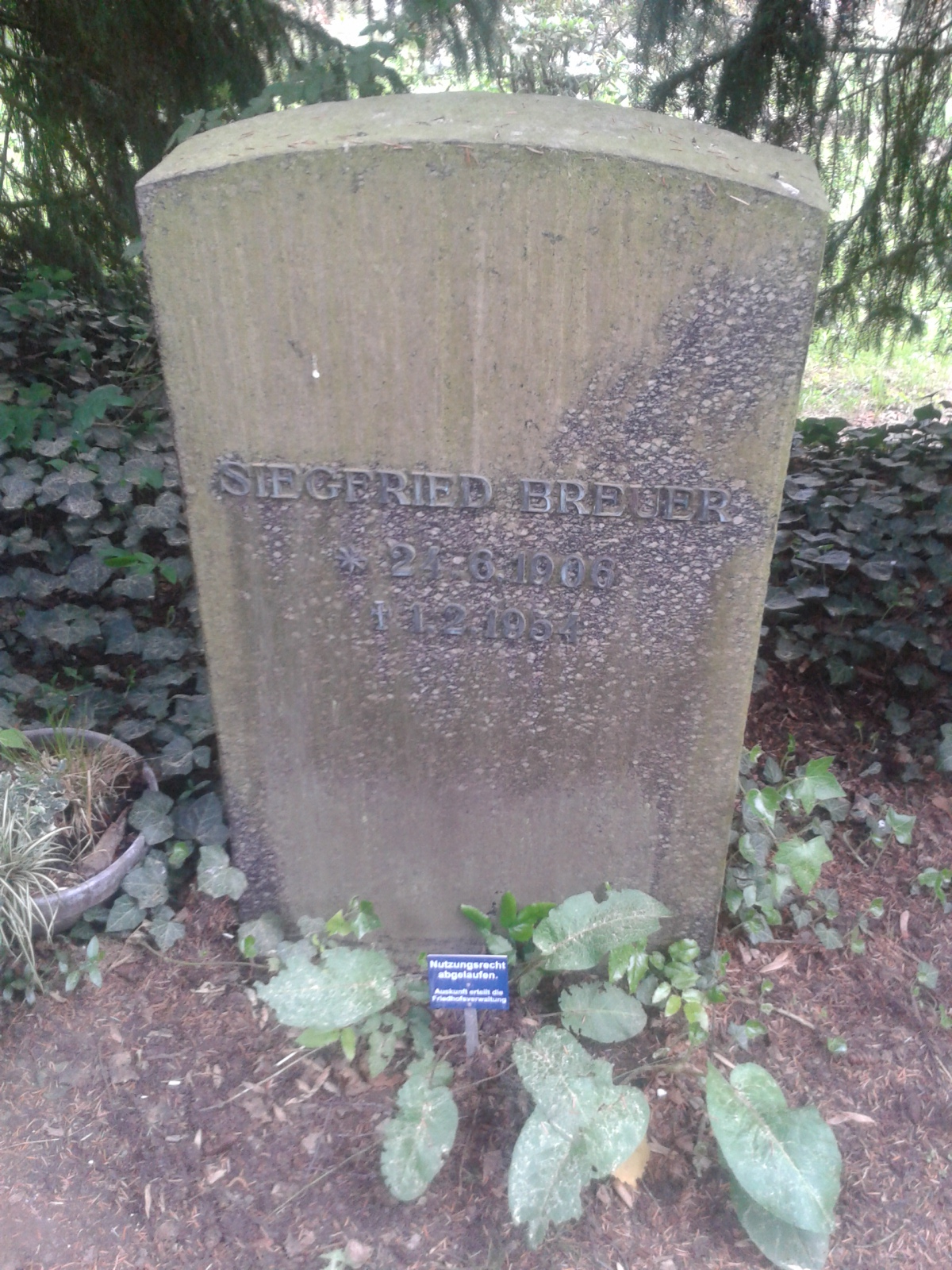
Grabstein von Siegfried Breuer

Sein Vater Hans Breuer (1868/1870–1929) war ein aus Köln stammender Opernsänger und Schauspieler in Wien. Siegfried Wagner war sein Taufpate. Breuer wurde an der Akademie für Musik und darstellende Kunst in Wien zum Schauspieler ausgebildet und hatte 1924 sein Bühnendebüt am Wiener Volkstheater neben Paula Wessely und Fritz Eckhardt (der zeitlebens ein guter Freund von ihm war). Er spielte die nächsten Jahre vor allem in Wien, Prag und am Deutschen Theater Berlin.
Zum Film kam er erst relativ spät und war bald auf elegante, aber charakterlose Verführer abonniert wie in Der Postmeister (1940) oder Romanze in Moll (1943) und bediente in antisemitischen Produktionen auch das Klischee des bösartigen Juden (Der Weg ins Freie 1940/41, Venus vor Gericht, 1941). Breuer wurde auf der Gottbegnadeten-Liste von Joseph Goebbels als wichtiger Schauspieler aufgeführt.
Nach 1945 führte er bei den drei Filmen Schuß durchs Fenster, Seitensprünge im Schnee (beide 1950) und In München steht ein Hofbräuhaus (1951) auch selbst Regie, bei letzterem Film war er zudem als Drehbuchautor beteiligt. Breuer stand aber weiterhin für zahlreiche österreichische und westdeutsche Filme vor der Kamera und war auf der Bühne zu sehen. 1949 hatte er eine Nebenrolle in dem britischen Filmklassiker Der dritte Mann. Sein filmisches Schaffen als Schauspieler umfasst mehr als 50 Filme bis zum Jahr 1950.
Siegfried Breuer war sechsmal verheiratet, unter anderem mit den Schauspielerinnen Maria Andergast, Eva-Maria Meineke, Eva Leiter und Lia Condrus. Seine Söhne Walter Breuer (Siegfried jr.) und Wolfgang Condrus wurden ebenfalls Schauspieler wie auch seine Enkel Jacques Breuer und Pascal Breuer.
Breuer erlag im Alter von 47 Jahren einem schweren Leberleiden, zu dem eine Lungenentzündung hinzutrat. Beigesetzt wurde er auf dem Stadtfriedhof in Göttingen.

## Filmografie (Auswahl)
- 1931: Weekend im Paradies
- 1939: Eins zu Eins
- 1939: Unsterblicher Walzer
- 1939: Mutterliebe
- 1939: Anton, der Letzte
- 1939: Leinen aus Irland
- 1939: Nanette
- 1940: Der Postmeister
- 1940: Wiener G’schichten
- 1940: Operette
- 1941: Der Weg ins Freie
- 1941: Menschen im Sturm
- 1941: Venus vor Gericht
- 1942: Sommerliebe
- 1942: Anuschka
- 1943: Romanze in Moll
- 1943: Gefährlicher Frühling
- 1943: Gabriele Dambrone
- 1944: Orient-Express
- 1944: Melusine
- 1944/46: Die Fledermaus
- 1944/49: Philine
- 1944/50: Die Schuld der Gabriele Rottweil
- 1945: Die tolle Susanne
- 1945: Am Abend nach der Oper
- 1947: Das unsterbliche Antlitz
- 1948: Alles Lüge
- 1948: Das andere Leben
- 1948: Anni
- 1948: Zyankali
- 1948: Maresi
- 1948: Fregola
- 1949: Liebling der Welt
- 1949: Der dritte Mann (The Third Man)
- 1949: Vagabunden
- 1950: Prämien auf den Tod
- 1950: Gabriela
- 1950: Schuß durchs Fenster (auch als Regisseur)
- 1950: Seitensprünge im Schnee (als Regisseur)
- 1951: Schatten über Neapel
- 1951: Durch Dick und Dünn
- 1951: Eine Frau mit Herz
- 1951: Johannes und die 13 Schönheitsköniginnen
- 1951: In München steht ein Hofbräuhaus (Regie, Drehbuch)
- 1952: Man lebt nur einmal
- 1952: Der Fürst von Pappenheim
- 1952: Wenn abends die Heide träumt
- 1952: Wir tanzen auf dem Regenbogen
- 1953: Das Dorf unterm Himmel (Drehbuch)
- 1953: Der letzte Walzer
- 1953: Der Vogelhändler
- 1953: Rote Rosen, rote Lippen, roter Wein
- 1953: Unter den Sternen von Capri